# Goss International
Manroland Goss Group (ex Goss International) est un constructeur de presses offset et de solutions web dont le siège social se situe à Durham aux États-Unis, dans le New Hampshire. Goss possède des sites de production en Amérique du Nord, en Asie et en Europe. Il appartient depuis 2015 au fonds d'investissement américain American Industrial Partners.

## Historique

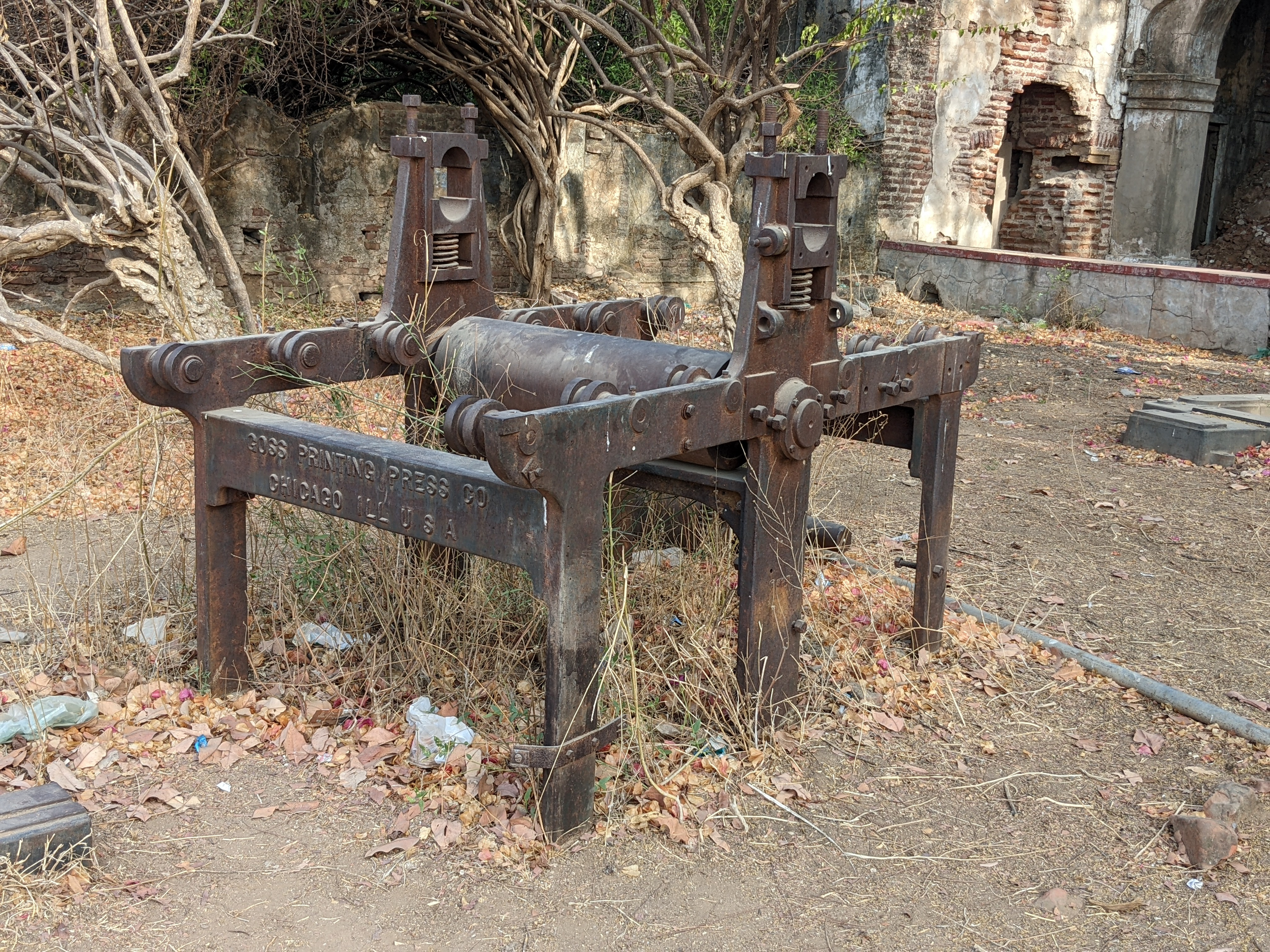
Goss Printing Press machinery

C’est à Chicago en 1885 que l’entreprise Goss Printing Press Company a été fondée à l’origine par Frederick et Samuel Goss et leur principal bailleur de fonds Jacob Walser, qui a fourni le fonds de roulement de 100 000 dollars afin d'assurer le démarrage de l'entreprise. Les deux frères Goss avaient déjà construit leur premier prototype, appelé le « Clipper », une presse deux couleurs (noir plus une). Sam et Fred avaient trouvé le moyen d'imprimer sur les deux faces du papier simultanément en inversant le cylindre au verso.
En 1935, Goss Printing Press se lance à l'international, et rachète la Foster Printing Presses de Preston en Angleterre, fondée en 1860 par Joseph Foster.
Au cours des décennies suivantes, Goss fait l'acquisition de nombreuses entreprises dans le domaine de l’imprimerie telles que Sheridan, Harris Graphics (dont Marinoni), Cottrell et la partie presse de Creusot-Loire.
En 1969, Goss Printing Press est rachetée par Rockwell International Corporation, et est intégrée au pôle printing press sous le nom de Goss International. En 1993, Shanghai Electric (SEG) et Goss International créent une coentreprise pour la production d'un certain nombre de modèles de rotatives offset d'entrée de gamme destinées au marché chinois. Goss possède désormais des unités de production dans les trois principales zones monétaires mondiales (Europe, Asie, Amérique). Shanghai Electric est l'un des plus importants fabricants chinois d'équipements électriques et mécaniques. En 1996, Rockwell cède une partie de Goss International à Shanghai Electric.
Entre 2002 et août 2004, Goss International rachète à Heidelberger Druckmaschinen Harris Graphics, acquise par Heidelberg en 1988 et la branche rotatives offset Heidelberg Web Systems (HWS), qui possède Contiweb, constructeur néerlandais de sécheurs et dérouleurs. Goss devient ainsi le numéro un mondial de la rotative offset presse (pour l'impression des journaux) et labeur (pour l'édition). Dans le même temps, Heidelberger Druckmaschinen prend 15 % du capital de Goss. Le groupe Goss possède alors tout le savoir-faire historique français, allemand, néerlandais et américain, ainsi que les nombreux brevets technologiques du groupe pour l'imprimerie moderne.
En juin 2010, Shanghai Electric achète 100 % de Goss International. En décembre 2011, Goss fait l'acquisition de Vits Print GmbH, entreprise allemande spécialisée dans la construction d’équipements de finition et de sorties à plat pour presses rotatives, qui seront désormais fabriqués par l’usine Contiweb de Goss International, à Boxmeer aux Pays-Bas.
Le 1er janvier 2012, les deux entités françaises Goss International Montataire SA et Goss Systèmes Graphiques Nantes SAS fusionnent sous le nom Goss International France.
En 2012, l'Américain Rick Nichols est nommé CEO de Goss International en remplacement de l'Allemand Jochen Meissner. En 2013, à la suite de sa liquidation, le site de Montataire ferme définitivement, laissant l'ensemble à l'abandon.
En 2015, la société de capital-investissement American Industrial Partners prend le contrôle de Goss International en rachetant les parts de Shanghai Electric. En mars 2018, les solutions web de Manroland et Goss fusionnent leurs activités d'impression. La nouvelle entité devient Manroland Goss, détenue par American Industrial Partners, majoritaire, et le groupe Possehl. Contiweb reste partie intégrante de Manroland Goss.